# 莊怡孫
莊怡孫（1831年6月7日—1878年11月15日，道光十一年四月二十七日－光緒四年十月二十一日），又名賡熙，字心吉、一字省吉，號偲儕，江蘇省常州府陽湖縣（今屬常州市）人，清朝官員、書法家。

## 生平
附監生出身。咸豐八年（1858年）戊午科、九年（1859年）己未恩科順天鄉試挑取謄錄，保用訓導，刑部候補郎中。同治五年（1866年）冬季後，分發在廣西司、貴州司行走，兼辦督催所、司務廳事務，總辦現審、核辦朝審、覆勘秋審，隨即去職。
誥授奉政大夫。光緒四年（1878年）十月二十一日，卒，年四十八歲。以子莊鍾濟遇覃恩，獎給正三品封典，晉贈通議大夫。工書法，精於隸書。曾大量臨摹漢代石碑，「通達筆意，栩栩如生」。
莊怡孫編輯出版父親莊受祺詩文為《楓南山館遺集》七卷，並作跋文。

## 家庭及關聯
下述資訊均出自《毗陵莊氏族譜》。

### 先祖
莊怡孫屬毗陵莊氏第十八世。
- 本生曾祖父：莊馨（1754年－1796年）。
- 本生曾祖母：鈕氏，鈕孝思之女；曹氏，庠生曹誕先之女。
- 承繼曾祖父：莊宗遠（1748年－1780年），監生，直隸昌平州吏目。無嗣，以胞弟馨長子荀男繼嗣。
- 承繼曾祖母：吳氏，吳端猷之女，乾隆元年進士工科給事中吳龍見孫女。
- 祖父：莊荀男（1775年－1849年），山東候補巡檢，歷署曹州府經歷、單縣縣丞、郯城縣典史。
- 祖母：武進段莊錢氏，副榜教諭錢遵之女、蔡雲升之女。

### 父母
- 父：莊受祺（1810年－1867年），道光二十年會魁、進士，官至浙江布政使。
- 嫡生母：楊氏，楊雲高之女。
- 庶母：朱氏、戚氏、戴氏。

### 兄弟
莊怡孫排行第一，有十二弟、姊妹五。
- 莊允端（1833年－？年），嫡母楊氏所生。監生，縣丞保舉知縣、加同知銜，補順天固安縣知縣，保升直隸州知州。出嗣族叔莊受祜。娶李氏，山東平度州知州李錫錕之女。
- 莊懌孫（1836年－1844年），嫡母楊氏所生。出嗣族叔莊受祉，早卒。
- 莊賡良（1839年－1917年），嫡母楊氏所生。湖南候補直隸州知州、保升知府，官至湖南布政使。出嗣族叔莊受祉。娶武進西營劉氏，安徽五河縣知縣劉錫祜之女
- 莊允誠（1846年－1875年），嫡母楊氏所生。監生。娶羅氏，道光十五年進士浙江巡撫羅遵殿之女。
- 莊賡颺（1847年－1867年），嫡母楊氏所生。國史館謄錄，官兵部武庫司員外郎。
- 莊允諧（1848年－1896年），嫡母楊氏所生。監生，戶部貴州司主事，升郎中、加四品銜。出嗣族叔莊健昆。娶王氏。
- 莊允舒（1852年－1879年），庶母戚氏所生。監生，江西候補知縣。娶鄭氏，湖北候補同知鄭雲長之女。
- 莊允懿（1853年－1919年），庶母戴氏所生。邑庠生，廣東補知縣，官至廣州府前山同知。娶張氏，湖北督糧道張曜孫之女。
- 莊允中（1856年－1886年），庶母戚氏所生。監生。聘毗陵余氏，順天府東路廳捕盜同知余汝修之女、嘉慶七年進士廣東廣州府知府余保純孫女。
- 莊允慈（1857年－1908年），庶母戴氏所生。廣東候補鹽知事，署潮州府鹽大使。娶趙氏。
- 莊兆棨（？年－？年），庶母戚氏所生。出嗣劉氏，劉浚。
- 莊允益（1859年－1907年），庶母戚氏所生。湖北候補知縣、加同知銜。娶田氏。
- 姊妹一，嫡母楊氏所生。適咸豐九年舉人、總理衙門章京江蘇候補道員、浙江仁和蔡世保，道光二十一年會元蔡念慈之子。
- 姊妹二，嫡母楊氏所生，字高氏。
- 姊妹三，庶母朱氏所生。適浙江餘杭附貢生、刑部郎中鄭志虔。
- 姊妹四，庶母戚氏所生。適武進前街董氏，道光十八年進士董似穀之子。[9]
- 姊妹五，庶母戚氏所生。未字。

### 妻室
- 正室：武進前街董氏，浙江候補鹽大使董介穀之女、道光十八年進士董似穀侄女。
- 側室：張氏。

### 子女
有二子三女。
- 長子：莊鍾濟（1856年－1932年），嫡董氏所生。寄籍順天，光緒十二年進士，官河南武安縣知縣。娶江陰沈氏，福建布政使沈保靖之女。
- 次子：莊鍾源（1879年－1929年），庶張氏所生。娶臧氏。
- 長女，嫡董氏所生，字呂觀宗，道光三十年進士翰林院編修呂耀斗之子。[9]適浙江候補縣丞呂葆宗。
- 次女，嫡董氏所生，適鍾元建。
- 三女，庶張氏所生，適丁同春。
- 四女，庶張氏所生。